# Кёльн-Кальк
Кальк (нем. Kalk), — восьмой административный округ города Кёльн (Северный Рейн-Вестфалия, Германия). В него входят следующие районы (части) города (вместе с номерами): Гумбольд/Гремберг (801), Кальк (802), Фингст (803), Хёйенберг (804), Остхайм (805), Мерхайм (806), Брюк (807), Рат/Хоймар (808), Нойбрюк (809). Округ 8 был основан в ходе коммунальной реорганизации перед 1 января 1975 года и получил название самого густонаселённого своего района. Во времена старой почтовой индексации районы современного округа имели индекс 5091.

## Положение
Городской округ Кальк граничит на севере с округом Мюльхайм, на востоке с городами Бергиш-Гладбах и Рёсрат, на юге с городским округом Порц и на западе с районом Дойц Центрального округа Кёльна.

## Здание администрации
Администрации района начала работать в новом здании в 1992 году. Оно построено по проекту знаменитого кёльнского архитектора Готфрида Бёма. В здании вместе с помещениями окружной администрации размещены следующие местные органы власти и общественные учреждения:
- Местное самоуправление с регистрационным залом;
- Окружное управление по работе с иностранцами;
- Калькский филиал народного университета Кёльна;
- Районная библиотека.

Окружное социально-пенсионное управление вместе с управлением по делам молодёжи находится в ратуше района Дойц.

## Политическое представительство в окружных органах коммунального самоуправления
Согласно выборам в окружную администрацию Калька, прошедших 25 мая 2014 года, в ней представлены следующие политические партии:
- Социал-демократическая партия Германии — 7 членов (34,3 % голосовавших, + 1,2 % голосов по сравнению с предыдущими коммунальными выборами) состава правления. Бугромистром округа выбран Маркус Тиле, представляющий СДПГ.
- Христианско-демократический союз Германии — 5 членов (27,8 % голосовавших, — 1,1 % голосов) состава правления.
- Союз 90/Зелёные — 2 члена (13,1 % голосовавших, — 1,5 % голосов) состава правления.
- Левые — 2 члена (8,9 % голосовавших, + 3,1 % голосов) состава правления.
- Альтернатива для Германии (евроскептики) — 1 член (4,6 % голосовавших, + 4,6 % голосов) в составе правления, новая партия в составе правления.
- Движение «Про-Кёльн» (евроскептики и «правые экстремисты») — 1 член (3,8 % голосовавших, — 3,5 % голосов) в составе правления.
- Свободная демократическая партия (Германия) (либералы) — 1 член (3,5 % голосовавших, — 4,1 % голосов) в составе правления.

Остальные партии и движения (4 % голосовавших) не вошли в состав окружного коммунального самоуправления, в том числе и представители партии переселенцев и мигрантов Германии «ЕДИНСТВО», созданной в 2013 году в Кёльне и возглавляемой русским немцем Дмитрием Ремпелем.

## Калькское Каре
В 2003 году в Кальке было открыто кёльнское Каре. По первоначальному замыслу в этом здании должны были размещаться как городские, так и частные учреждения, но частный сектор не заинтересовался предоставленными площадями, поэтому сейчас в Каре работают почти исключительно органы городские управления:
- Управление по жилищным делам;
- Управление по социальным вопросам и пожилым людям;
- Управление по содействию учебному процессу (в соответствии с Федеральным законом о содействии обучению);
- Управление общественного порядка;
- Управление по делам детей, молодёжи и семьи;
- Управление по делам иностранцев.
- Бюро находок города Кёльн;
- Городское учреждение по делам инвалидов (пристройка на Дюлленбургерштрассе);
- Городское учреждение по родительским федеральным деньгам (пристройка на Дюлленбургерштрассе).

## Калькская водонапорная башня
28 мая 2014 года, благодаря инициативе руководства кёльнской городской библиотеки, на первом этаже калькской исторической водонапорной башни открыта вторая городская мини-библиотека («Минибиб»), в которой можно брать книги для чтения без документа. К тому же, это библиотека бесплатная. Идея такой библиотеки основана на доверии к читателям и является одной из идей современного общегерманского проекта «Германия — страна идей».

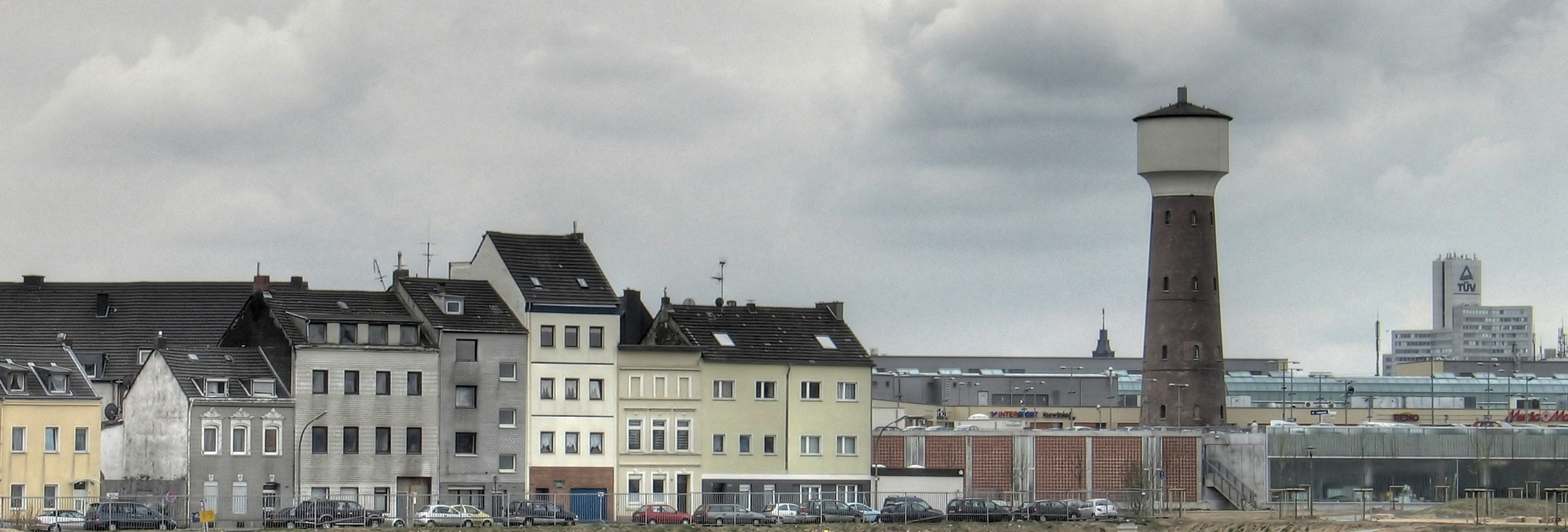
Водонапорная башня Калька.